# Église San Roberto Bellarmino
L’église San Roberto Bellarmino (en français église de Saint-Robert-Bellarmin) est un édifice religieux catholique situé sur la place Ungheria dans le quartier de Parioli à Rome. Elle est dédiée au saint cardinal jésuite et théologien italien Robert Bellarmin canonisé en 1930.  

## Historique
Cette église est construite à partir de 1931 sur les plans de l'architecte Clemente Busiri Vici et, après la fin des travaux, la paroisse est érigée le 13 mai 1933 par la constitution apostolique Quae maiori religionis du pape Pie XI. Desservie depuis l'origine par les Jésuites, elle est consacrée seulement le 30 mai 1959. Depuis 1969, elle héberge le titre cardinalice San Roberto Bellarmino.
En 1980, elle reçoit la visite pastorale du pape Jean-Paul II.

## Architecture
L'église est construite dans le style néoroman avec une façade de brique et un portique simple soutenu par quatre pilastres et encadré de deux clochers bas octogonaux. L'intérieur est à nef unique avec un transept et une coupole octogonale. 
Les mosaïques de l'abside et de la coupole sont œuvres de Renato Tomassi et les vitraux illustrant des scènes de la vie de Robert Bellarmin sont d'Alessandra Busiri.

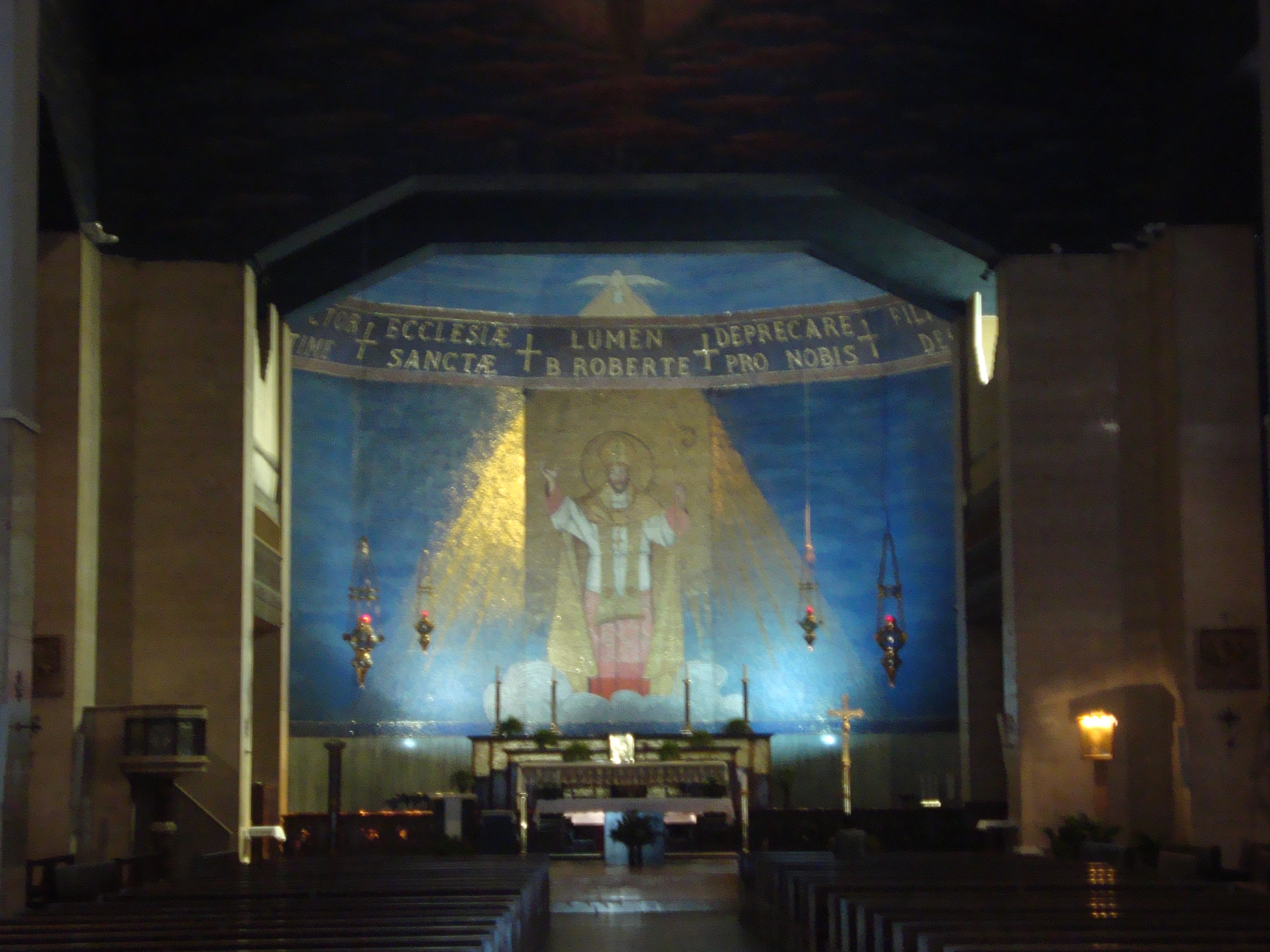
Les mosaïques de l'abside